# 2013-as Billboard Japan Music Awards
A 2013-as Billboard Japan Music Awards zenei díjátadót 2013. december 14-én tartották meg a tokiói Billboard Live Tokyo épületében.

## Jelöltek
A nyertesek félkövérrel szedve.

### Slágerlistás kategóriák
Hot 100 of the Year
- AKB48 – Koi szuru Fortune Cookie

Top Album of the Year
- Arasi – Love

Hot 100 Airplay of the Year
- Daft Punk – Get Lucky feat. Pharrell Williams

Hot 100 Singles Sales of the Year
- AKB48 – Szajonara Crawl

Adult Contemporary of the Year
- Daft Punk – Get Lucky feat. Pharrell Williams

Digital and Airplay Overseas of the Year
- Daft Punk – Get Lucky feat. Pharrell Williams

Hot Animation of the Year
- Linked Horizon – Guren no jumija

Classical Albums of the Year
- Ótomo Naoto, Tokiói Szimfonikus Zenekar – Szamuragócsi Mamoru szakkjoku: Kókjó kjokudai 1-ban „Hiroshima”

Jazz Albums of the Year
- Jasiro Aki – Joru no Album

Independent of the Year
- Jazava Eikicsi – All Time Best Album

Overseas Soundtrack Albums of the Year
- Les Misérables Soundtrack

### Különdíjak
Active Artist of the Year (Daiwa House Special Award)
- Morning Musume

New Artist of the Year
- Kerakera – Star Loveration

### Művész kategóriák
Artist of the Year
Nyertes: AKB48
További jelöltek: az alábbi öt kategória 193 jelöltje.
Top Pop Artists
Nyertes: AKB48, Arasi, Kyary Pamyu Pamyu, Exile, B’z
Jelöltek:
- Amuro Namie
- androp
- E-Girls
- Ikimono-gakari
- Uema Ajano
- HKT48
- SKE48
- NMB48
- Ono Erena
- KAT-TUN
- Kara
- Kanjani Eight
- Kis-My-Ft2
- Glay
- KinKi Kids
- Katy Perry
- Kesha
- Kerakera
- Golden Bomber
- The Wanted
- Sakanaction
- Southern All Stars
- Salley
- Szandaime J Soul Brothers
- Siina Ringo
- Sid
- Superfly
- Spitz
- SMAP
- Sekai no Owari
- Sexy Zone
- Zedd
- Sonar Pocket
- Takahasi Minami
- Takeucsi Marija
- Daft Punk
- 2PM
- D.W. Nichols
- T.M. Revolution×Mizuki Nana
- Tóhósinki
- Dómoto Cujosi
- Dreams Come True
- AAA
- Naoto Inti Raymi
- Nakasima Mika
- Nisino Kana
- News
- Nogizaka46
- Not Yet
- Perfume
- Bump of Chicken
- B’z
- Himuro Kjószuke
- Funky Monkey Babys
- Fukujama Maszaharu
- fripSide
- Hey! Say! JUMP
- Boøwy
- Paul McCartney
- Bon Jovi
- Maeda Acuko
- Maximum the Hormone
- Macutója Jumi
- Misia
- Mizuki Nana
- Mr. Children
- Miwa
- Morning Musume
- Momoiro Clover Z
- The Monsters
- Jazava Eikicsi
- Jamasita Tacuró
- Jamasita Tomohisza
- Jamada Rjószuke
- Juzu
- Radwimps
- Little Mix
- Linked Horizon
- Vatanabe Maju

Jazz Artist of the Year
Nyertes: Jasiro Aki
Jelöltek:
- Art Farmer Quartet
- Ai Kuwabara Trio Project
- Will Lee
- Elvis Costello & The Roots
- Óe Szenri
- Ozone Makoto & Gary Burton
- Casiopea 3rd
- Kókecu Ajumi
- Kobajasi Kaori
- Sionoja Szatoru
- Jazztronik
- Shanti
- Jimbo Akira
- Steve Gadd
- Takanaka Maszajosi
- T-Square Super Band
- Dimension
- Terai Naoko
- Trix
- Hakuei Kim: Trisonique
- Bandó Szatosi
- Halie Loren
- Bob James & David Sanborn
- Miles Davis
- Jasiro Aki
- Jamanaka Csihiro
- Rasmus Faber Presents Platinum Jazz
- Robert Glasper Experiment
- Vatanabe Szadao

Classic Artist of the Year
Nyertes: Ótomo Naoto, Tokiói Szimfonikus Zenekar
Jelöltek:
- Japan Maritime Self-Defense Force Band, Tokyo, Jukari Mijake
- Szugijama Kóicsi, Tokyo Metropolitan Symphony Orchestra
- Szamuragócsi Mamoru
- Szugijama Kóicsi
- Tsukemen
- Cudzsii Nobujuki
- Tomita Iszao
- Mijamoto Emiri
- Yoshiki
- Lazar Berman

Animation Artist of the Year
Nyertes: Linked Horizon
Jelöltek:
- Avril Lavigne
- Arai Jumi
- Icsinosze Tokija (Mijano Mamoru)
- Uverworld
- Utada Hikaru
- Egoist
- Elisa
- Kalafina
- Kyary Pamyu Pamyu
- Kuraki Mai
- ClariS
- Granrodeo
- Salley
- Cinema Staff
- Juju
- Siricu Ebiszu Csúgaku
- Starish
- Style Five
- Spyair
- Sekai no Owari
- 7!!
- T.M. Revolution×Mizuki Nana
- No Name
- Perfume
- Boyfriend
- Porno Graffitti
- Man with a Mission
- Mizuki Nana
- Muse
- Juzu
- Lily White (Szonoda Umi (Mimori Szuzuko), Hosizora Rin (Iida Riho), Tódzsó Nozomi (Kuszuda Aina) from Muse)

Independent Artist of the Year
Nyertes: Golden Bomber
Jelöltek:
- Aojama St. Hacsamecsa School
- Access
- Afilia Saga
- Amacuki
- Ajaka
- Alice
- Anri
- Ultra csótokkjú
- AK-69
- N Zero (moto AKBN 0)
- Okamura Jaszujuki
- Guild of the Secret
- Kuruszu Só (Simono Hiro)
- Kuroszaki Ranmaru (Szuzuki Tacuhisza) & Medeshima Cecil (Toriumi Kószuke)
- Kuroszava Tomojo, Josida Hitomi
- 96 neko
- Ken Yokoyama
- Sinomija Nacuki (Tanijama Kisó)
- SiM
- Champagne
- Szótaiszei riron
- Dustbox
- Daizystripper
- Dir en grey
- Doll Elements
- BBQ Chickens
- Halloween Junky Orchestra
- Hidzsirikava Maszato (Szuzumura Kenicsi)
- Bigmama
- Mikaze Ai (Aoi Sóta) & Hidzsirikava Maszato (Szuzumura Kenicsi) & Kuruszu Só (Simono Hiro)
- Momoiro Clover
- Mongol800
- Jazava Eikicsi
- Ai otome Doll
- LinQ